# Лонг-Біч
Лонг-Біч (англ. Long Beach) — місто (англ. city) в США, в окрузі Лос-Анджелес штату Каліфорнія. Розташоване в південній частині округу, на узбережжі Тихого океану, за 30 км від ділового центру Лос-Анджелеса. Населення — 466 742 особи (2020).
Лонг-Біч займає 34-е місце за населенням в США, 5-е в Каліфорнії та 2-е в окрузі Лос-Анджелес.
Порт Лонг-Біч — один з найбільших портів світу. Місто також має розвиту нафтовидобувну промисловість; нафта знайдена як на території міста, так і в морі. Серед інших галузей є літакобудування, виробництво автомобільних частин, електронного й аудіовізуального устаткування, і домашніх меблів. У місті розташовані штаб-квартири таких корпорацій як Epson America, Molina Healthcare, Scan Health Care, та Polar Air Cargo. Лонг-Біч ріс із розвитком високотехнологічних і аерокосмічних галузей промисловості в регіоні.
У місті Лонг-Біч пришвартований корабель «Квін Мері» («Королева Мері»; англ. RMS Queen Mary), який є музеєм та готелем.

## Географія
Лонг-Біч розташований за координатами 33°48′33″ пн. ш. 118°9′19″ зх. д. / 33.80917° пн. ш. 118.15528° зх. д. (33.809102, -118.155327). За даними Бюро перепису населення США в 2010 році місто мало площу 133,22 км², з яких 130,26 км² — суходіл та 2,96 км² — водойми.

### Клімат
| Клімат : Лонг-Біч                           | Клімат : Лонг-Біч | Клімат : Лонг-Біч | Клімат : Лонг-Біч | Клімат : Лонг-Біч | Клімат : Лонг-Біч | Клімат : Лонг-Біч | Клімат : Лонг-Біч | Клімат : Лонг-Біч | Клімат : Лонг-Біч | Клімат : Лонг-Біч | Клімат : Лонг-Біч | Клімат : Лонг-Біч | Клімат : Лонг-Біч |
| Показник                                    | Січ.              | Лют.              | Бер.              | Квіт.             | Трав.             | Черв.             | Лип.              | Серп.             | Вер.              | Жовт.             | Лист.             | Груд.             | Рік               |
| Абсолютний максимум, °C                     | 33,9              | 33,3              | 36,7              | 40,6              | 40,0              | 42,8              | 42,8              | 40,6              | 43,9              | 43,9              | 38,3              | 33,3              | 43,9              |
| Середній максимум, °C                       | 19,7              | 19,6              | 20,3              | 22,1              | 23,1              | 24,8              | 27,7              | 28,8              | 27,8              | 25,1              | 22,3              | 19,3              | 23,4              |
| Середній мінімум, °C                        | 7,8               | 8,9               | 10,3              | 11,8              | 14,2              | 16,1              | 18,1              | 18,3              | 17,3              | 14,6              | 10,4              | 7,7               | 13,0              |
| Абсолютний мінімум, °C                      | −3,9              | 0,6               | 0,6               | 3,3               | 4,4               | 8,3               | 10,6              | 12,8              | 10,0              | 3,9               | 1,1               | −2,2              | −3,9              |
| Днів з дощем                                | 5,9               | 6,5               | 5,3               | 3,1               | 1,1               | 0,7               | 0,5               | 0,3               | 0,9               | 2,5               | 3,4               | 5,0               | 35,2              |
| Вологість повітря, %                        | 64.7              | 66.9              | 67.2              | 65.4              | 68.2              | 69.6              | 68.3              | 68.5              | 69.2              | 67.6              | 67.1              | 66.2              | 67.4              |
| ------------------------------------------- | ----------------- | ----------------- | ----------------- | ----------------- | ----------------- | ----------------- | ----------------- | ----------------- | ----------------- | ----------------- | ----------------- | ----------------- | ----------------- |
| Джерело: NOAA (relative humidity 1961–1990) |                   |                   |                   |                   |                   |                   |                   |                   |                   |                   |                   |                   |                   |

## Демографія
Згідно з переписом 2010 року, у місті мешкало 462 257 осіб у 163 531 домогосподарстві у складі 99 229 родин. Густота населення становила 3470 осіб/км². Було 176032 помешкання (1321/км²).
Расовий склад населення:
| - 46,1 % — білих - 13,5 % — чорних або афроамериканців - 12,9 % — азіатів - 1,1 % — вихідців з тихоокеанських островів - 0,7 % — корінних американців - 20,3 % — осіб інших рас |

До двох чи більше рас належало 5,3 %. Частка іспаномовних становила 40,8 % від усіх жителів.
За віковим діапазоном населення розподілялося таким чином: 24,9 % — особи молодші 18 років, 65,8 % — особи у віці 18—64 років, 9,3 % — особи у віці 65 років та старші. Медіана віку мешканця становила 33,2 року. На 100 осіб жіночої статі у місті припадало 96,1 чоловіків; на 100 жінок у віці від 18 років та старших — 93,8 чоловіків також старших 18 років.
Середній дохід на одне домашнє господарство становив 74 232 долари США (медіана — 52 783), а середній дохід на одну сім'ю — 82 895 доларів (медіана — 59 530). Медіана доходів становила 46 177 доларів для чоловіків та 42 654 долари для жінок. За межею бідності перебувало 20,6 % осіб, у тому числі 28,8 % дітей у віці до 18 років та 14,0 % осіб у віці 65 років та старших.
Цивільне працевлаштоване населення становило 217 300 осіб. Основні галузі зайнятості: освіта, охорона здоров'я та соціальна допомога — 22,6 %, науковці, спеціалісти, менеджери — 11,6 %, мистецтво, розваги та відпочинок — 11,0 %.

## Міста-побратими
- Баколод (англ. Bacolod), Філіппіни
- Вальпараїсо (ісп. Valparaíso), Чилі
- Гвадалахара (ісп. Guadalajara), Мексика
- Ізмір (тур. İzmir), Туреччина
- Еккаїті (яп. 四日市市), Японія
- Колката (бенг. কলকাতা, англ. Kolkata, гінді कोलकता), Індія
- Манта (ісп. Manta), Еквадор
- Пномпень (кхмер. ភ្នំពេញ), Камбоджа
- Сочі, (рос. Сочи), Росія
- Ціндао (кит. трад. 青岛, спр. 青島, піньїнь Qīngdǎo), Китай

## Відомі особистості
У місті народились:
- Пеггі Пірс (1894—1975) — американська актриса німого кіно
- Річард Джекел (1926—1997) — американський актор
- Бадді Кетлетт (1933—2014) — американський джазовий контрабасист
- Волтер Гілл (*1942) — американський режисер, сценарист та продюсер
- Сенді Вест (1959—2006) — американська рок-виконавиця, музикантка, авторка пісень.
- Мішель Дассерр (* 1968) — американська гімнастка, олімпійська медалістка
- Жижи Ібрагім (* 1988) — єгипетська активістка соціалістичного руху, журналістка і блогер.

У місті довгий час жили та/або померли:
- Етель Персі Ендрюс (1884—1967) — американська громадська діячка, правозахисниця, педагог.